# 숀 그린
숀 그린(Shawn David Green, 1972년 11월 10일 ~ )은 유대계 미국인으로, 메이저 리그의 前 외야수이다.

## 경력
숀 그린은 미국 일리노이주 데스 플레인스에서 태어났다. 캘리포니아주 터스틴에 위치한 터스틴 고등학교에 다녔다. 스탠퍼드 대학교에 진학할 예정이었지만, 1991년 6월에 있었던 MLB드래프트에서 토론토 블루제이스로부터 1라운드 전체 16위로 지명되어 입단하게 된다. 1993년 9월 28일에는 메이저 리그에서 데뷔전을 치렀다. 1995년에는 주전멤버가 되어 타율 .288, 15개의 홈런, 54타점을 기록하며, 그 해에 신인왕 투표에서 5위를 차지한다.
1998년에는 35개의 홈런과 100개의 타점, 그리고 35개의 도루를 기록하여 구단 사상 처음으로 30-30을 달성하게 된다. 그리고 다음 해인 1999년에는 전보다 더욱더 장타율이 향상되고, 그에 따라 42개의 홈런과 123개의 타점을 기록하며 타율도 처음으로 3할을 넘는다. 그리고 142개였던 삼진의 개수도 117개로 주는 등, 선구안이 좋아지기도 하는 비약적인 해였다. 그 외에도 처음으로 올스타전에 선출되었으며, 6월 29일부터 7월 31일에 걸쳐서 구단 사상 가장 긴 28경기 연속 안타를 기록한다. 그렇게 자신에게 최고의 해를 보낸 그린은 자신의 커리어에서 처음이자 마지막으로 골든글러브와 실버슬러거를 수상한다.
그린의 에이전트는 에인절스를 이적 할 곳의 후보로 두었으나, 1999년 11월 8일에 라울 몬데시, 페드로 보본과의 트레이드로 로스앤젤레스 다저스로 이적하게 되며, 6년에 8,400만 달러라는 대형계약을 체결한다. 그린 본인은 「다저스의 유니폼을 입고 경기를 뛰는 것이 어린시절부터 꿈이였다. 집에서부터 가까웠던 에인절스도 좋아했지만, 전통의 무게랄까 역시 다저스는 특별한 존재였다」라고 이야기를 했다.
이적을 한 첫해에는 별로 좋지 못했지만, 그 다음해인 2001년에는 타율 .297, 49개의 홈런과 125개의 타점을 기록하며 본래의 타격으로 돌아왔다. 타격성적은 시간이 지날수록 각부문에서 상위를 점했고, 구단의 한시즌 홈런기록을 갱신했다. 2002년 5월 23일에는 메이저 리그의 타이기록인 1경기 4홈런을 포함한 6타수 6안타를 기록(1회 2루타, 2회 홈런, 4회 홈런, 5회 홈런, 8회 안타, 9회 홈런)한다. 1경기 19루타는 1954년에 있었던 조 애드콕이 기록했던 1경기 18루타를 상회하는 메이저 리그 신기록이 됐다.
2003년 10월 중순에는 평소에 아파왔던 오른쪽 어깨의 수술을 받게되며, 무사히 성공한다.
그리고 6년 계약의 마지막 해인 2005년에는 1,600만 달러의 연봉이 남아 있었지만, 애리조나 다이아몬드백스와 3년 3,200만 달러에 계약을 맺고 이적한다. 하지만 2006년 시즌 도중에 뉴욕 메츠로 트레이드 된다.
2007년 시즌이 끝난 뒤에는 FA가 되었지만, 2008년 2월 28일에 은퇴를 선언한다.
그리고 2012년에는 제 3회 월드 베이스볼 클래식에 이스라엘 대표로 뽑히며, 2013년에는 이스라엘의 국가대표로 출전했으나 팀은 예선에서 탈락했다.

## 선수로서의 특징
경건한 유대교도로, 매년 9월 말부터 10월 중 쯤에 있는 유대교의 속죄일 욤 키푸르에는 기록이나 우승이 걸려있는 경기라도 결장했다.
LA다저스 시절엔 박찬호의 도우미로 종종 언급되기도 했는데, 홈런을 친 이후엔 덕아웃에 있는 관중들에게 저신의 장갑을 던져주는 세레머니로 유명했다.

## 수상 경력
- 실버슬러거 1회 : 1999년
- 골든글러브 1회 : 1999년
- 메이저 리그 올스타 2회 : 1999년, 2002년

## 연도별 타격 성적
| 연도       | 팀         | 경기수 | 타석 | 타수 | 득점 | 안타 | 2루타 | 3루타 | 홈런 | 루타 | 타점 | 도루 | 도루사 | 희생타 | 희생플라이 | 볼넷 | 고의사구 | 사구 | 삼진 | 병살타 | 타율 | 출루율 | 장타율 | OPS  |
| ---------- | ---------- | ------ | ---- | ---- | ---- | ---- | ----- | ----- | ---- | ---- | ---- | ---- | ------ | ------ | ---------- | ---- | -------- | ---- | ---- | ------ | ---- | ------ | ------ | ---- |
| 1993년     | TOR        | 3      | 6    | 6    | 0    | 0    | 0     | 0     | 0    | 0    | 0    | 0    | 0      | 0      | 0          | 0    | 0        | 0    | 1    | 0      | .000 | .000   | .000   | .000 |
| 1994년     | TOR        | 14     | 34   | 33   | 1    | 3    | 1     | 0     | 0    | 4    | 1    | 1    | 0      | 0      | 0          | 1    | 0        | 0    | 8    | 1      | .091 | .118   | .121   | .239 |
| 1995년     | TOR        | 121    | 405  | 379  | 52   | 109  | 31    | 4     | 15   | 193  | 54   | 1    | 2      | 0      | 3          | 20   | 3        | 3    | 68   | 4      | .288 | .326   | .509   | .835 |
| 1996년     | TOR        | 132    | 465  | 422  | 52   | 118  | 32    | 3     | 11   | 189  | 45   | 5    | 1      | 0      | 2          | 33   | 3        | 8    | 75   | 9      | .280 | .342   | .448   | .790 |
| 1997년     | TOR        | 135    | 471  | 429  | 57   | 123  | 22    | 4     | 16   | 201  | 53   | 14   | 3      | 1      | 4          | 36   | 4        | 1    | 99   | 4      | .287 | .340   | .469   | .809 |
| 1998년     | TOR        | 158    | 689  | 630  | 106  | 175  | 33    | 4     | 35   | 321  | 100  | 35   | 12     | 1      | 3          | 50   | 2        | 5    | 142  | 6      | .278 | .334   | .510   | .844 |
| 1999년     | TOR        | 153    | 696  | 614  | 134  | 190  | 45    | 0     | 42   | 361  | 123  | 20   | 7      | 0      | 5          | 66   | 4        | 11   | 117  | 12     | .309 | .384   | .588   | .972 |
| 2000년     | LAD        | 162    | 714  | 610  | 98   | 164  | 44    | 4     | 24   | 288  | 99   | 24   | 5      | 0      | 6          | 90   | 9        | 8    | 121  | 18     | .269 | .367   | .472   | .839 |
| 2001년     | LAD        | 161    | 701  | 619  | 121  | 184  | 31    | 4     | 49   | 370  | 125  | 20   | 4      | 0      | 5          | 72   | 10       | 5    | 107  | 10     | .297 | .372   | .598   | .970 |
| 2002년     | LAD        | 158    | 685  | 582  | 110  | 166  | 31    | 1     | 42   | 325  | 114  | 8    | 5      | 0      | 5          | 93   | 22       | 5    | 112  | 26     | .285 | .385   | .558   | .943 |
| 2003년     | LAD        | 160    | 691  | 611  | 84   | 171  | 49    | 2     | 19   | 281  | 85   | 6    | 2      | 0      | 6          | 68   | 2        | 6    | 112  | 18     | .280 | .355   | .460   | .815 |
| 2004년     | LAD        | 157    | 671  | 590  | 92   | 157  | 28    | 1     | 28   | 271  | 86   | 5    | 2      | 0      | 2          | 71   | 6        | 8    | 114  | 17     | .266 | .352   | .459   | .811 |
| 2005년     | ARI        | 158    | 656  | 581  | 87   | 166  | 37    | 4     | 22   | 277  | 73   | 8    | 4      | 0      | 8          | 62   | 6        | 5    | 95   | 18     | .286 | .355   | .477   | .832 |
| 2006년     | ARI        | 115    | 462  | 417  | 59   | 118  | 22    | 3     | 11   | 179  | 51   | 4    | 4      | 0      | 2          | 37   | 4        | 6    | 64   | 9      | .283 | .348   | .429   | .777 |
| 2006년     | NYM        | 34     | 126  | 113  | 14   | 29   | 9     | 0     | 4    | 50   | 15   | 0    | 0      | 0      | 1          | 8    | 1        | 4    | 18   | 8      | .257 | .325   | .442   | .767 |
| '06計      | NYM        | 149    | 588  | 530  | 73   | 147  | 31    | 3     | 15   | 229  | 66   | 4    | 4      | 0      | 3          | 45   | 5        | 10   | 82   | 17     | .277 | .344   | .432   | .776 |
| 2007년     | NYM        | 130    | 490  | 446  | 62   | 130  | 30    | 1     | 10   | 192  | 46   | 11   | 1      | 1      | 1          | 37   | 4        | 5    | 62   | 14     | .291 | .352   | .430   | .782 |
| 통산：15년 | 통산：15년 | 1951   | 7962 | 7082 | 1129 | 2003 | 445   | 35    | 328  | 3502 | 1070 | 162  | 52     | 3      | 53         | 744  | 80       | 80   | 1315 | 174    | .283 | .355   | .494   | .849 |

- 굵은 글씨는 리그 최고